# 서울소년원
서울소년원 또는 고봉중·고등학교는 비행 청소년에 대한 체계적인 교육을 통하여 이들이 건전한 청소년으로 거듭나 가정과 사회로 되돌아 갈 수 있도록 하기 위하여 설립된 대한민국 법무부 소속기관으로 서울소년원장은 고위공무원 나급(2~3급 상당)으로 보한다
. 경기도 의왕시 고산로 87에 위치하고 있다.

## 설립 근거
- 보호소년 등의 처우에 관한 법률

## 연혁
- 1942년 4월 20일 경성소년원 개원
- 1958년 7월 24일 소년법, 소년원법 제정
- 1962년 2월 5일 교육지침 제정 시행
- 1974년 11월 8일 법무부 소년 제2공공직업훈련원 부설
- 1988년 12월 31일 소년원법에 정규학교 근거규정 제정
- 1990년 3월 20일 고봉중·고등학교 개교
- 1998년 9월 1일 고봉실업고등학교로 개편
- 2000년 1월 20일 어학실, 정보처리교육훈련센터 설치
- 2000년 9월 1일 고봉정보통신중·고등학교로 개편
- 2002년 6월 26일 서울소년창업보육원 개관
- 2009년 3월 2일 고봉중·고등학교로 개편

## 조직
- 행정지원과
- 교무과
- 분류보호과
- 의무과
- 교육정보관리과

## 같이 보기
- 부산소년원
- 대구소년원
- 광주소년원
- 대전소년원
- 전주소년원
- 청주소년원
- 안양소년원
- 제주소년원
- 춘천소년원